# 陽信県
陽信県（ようしん-けん）は中華人民共和国山東省浜州市に位置する県。

## 行政区画
- 街道:信城街道、金陽街道
- 鎮:商店鎮、温店鎮、河流鎮、翟王鎮、流坡塢鎮、水落坡鎮、労店鎮
- 郷:洋湖郷